# 哈利法·本·萨勒曼·阿勒哈利法
哈利法·本·萨勒曼·阿勒哈利法（阿拉伯语：خليفة بن سلمان آل خليفة；1935年11月24日—2020年11月11日）是從1970年上任的巴林首相，並且經歷1971年12月16日的巴林獨立後繼續擔任首相一職，他是国王哈邁德·本·伊薩·本·薩勒曼·阿勒哈利法之叔叔。他是世界上任职时间最长的首相。他在巴林首相職位上保有許多行政權力，不過在2002年的憲法修正案中，他失去了與國王及代表院同等之罷免部長權限。
2020年11月11日，哈利法在美国明尼蘇達州羅徹斯特梅奧醫院病逝，享年85岁，马来西亚首相慕尤丁发脸书向哈利法的家属和子民致哀，并指出哈利法坚持不懈地展开各项改革，为巴林带来了繁荣与进步。

## 与马来西亚关系
2001年1月28日，哈利法抵达马来西亚槟城，对该国进行为期三天的正式访问。
2001年10月31日，哈利法抵达马来西亚进行为期两天的访问，与马来西亚首相马哈迪·莫哈末举行会谈，讨论进一步加强双边关系和美国九一一袭击事件后的国际形势。此外还签署了关于马来西亚在巴林设立贸易及分销中心以及关于两国加强伊斯兰银行合作的两项备忘录。

## 外部連結
- Khalifa's biography（页面存档备份，存于） – official website of the Ministry of Foreign Affairs of the Kingdom of Bahrain
- Bahrainprimeminister.net – website about Khalifa and his family
- WorldCat 聯合目錄中哈利法·本·萨勒曼·阿勒哈利法的著作或與之相關的著作